# Selección femenina de baloncesto sub-18 de Yugoslavia
La selección femenina de baloncesto sub-18 de Yugoslavia (en serbocroata: Jugoslavija U18 ženska košarkaška reprezentacija) fue el equipo de baloncesto femenino, administrado por la Federación de Baloncesto de Yugoslavia, que representó a RFS Yugoslavia en las competiciones internacionales de baloncesto femenino sub-18. Compitió principalmente en el Campeonato de Europa Juniors, hoy conocido como Campeonato Europeo de Baloncesto Femenino Sub-18.
Después de la disolución de Yugoslavia en 1991, los países sucesores crearon sus propios equipos nacionales sub-18. El equipo de Serbia ganó el campeonato dos veces, a partir de 2017.

## Participaciones

### Campeonato Europeo de Baloncesto Femenino Sub-18
| Año   | Pos.              | PJ           | G            | P            | Ref.   |
| ----- | ----------------- | ------------ | ------------ | ------------ | ------ |
| 1965  | Medalla de plata  | 7            | 5            | 2            | [ 1 ]  |
| 1967  | Medalla de bronce | 8            | 5            | 3            | [ 2 ]  |
| 1969  | Medalla de bronce | 7            | 5            | 2            | [ 3 ]  |
| 1971  | 5°                | 7            | 5            | 2            | [ 4 ]  |
| 1973  | Medalla de plata  | 7            | 5            | 2            | [ 5 ]  |
| 1975  | 7°                | 7            | 4            | 3            | [ 6 ]  |
| 1977  | 4°                | 7            | 4            | 3            | [ 7 ]  |
| 1979  | 4°                | 7            | 4            | 3            | [ 8 ]  |
| 1981  | 6°                | 7            | 3            | 4            | [ 9 ]  |
| 1983  | 4°                | 7            | 4            | 3            | [ 10 ] |
| 1984  | Medalla de oro    | 7            | 7            | 0            | [ 11 ] |
| 1986  | Medalla de plata  | 7            | 6            | 1            | [ 12 ] |
| 1988  | Medalla de bronce | 7            | 5            | 2            | [ 13 ] |
| 1990  | No clasificó      | No clasificó | No clasificó | No clasificó | [ 14 ] |
| Total | 13/14             | 92           | 62           | 30           |        |

## Premios individuales
Máximo anotador
- Marija Veger - 1965
- Razija Mujanović - 1986

## Entrenadores
| Años      | Nombre              | Entrenador asistente |
| --------- | ------------------- | -------------------- |
| 1965      | Boris Sinković      |                      |
| 1967-1969 | Borivoje Cenić      |                      |
| 1971      | Marijan Pasarić     |                      |
| 1973      | Borivoje Cenić      |                      |
| 1975      | Marijan Pasarić     |                      |
| 1977-1979 | Borislav Ćorković   |                      |
| 1981      | Marijan Pasarić     |                      |
| 1983      | Dragoljub Pljakić   |                      |
| 1984      | Vjećeslav Kavedžija |                      |
| 1986      | Milán Vasojević     |                      |
| 1988      | Miodrag Vesković    | Zoran Kovačić        |

## Nuevos equipos nacionales
Después de la disolución de Yugoslavia en 1991, se crearon cinco nuevos países: Bosnia y Herzegovina, Croacia, Macedonia del Norte, RF Yugoslavia (en 2003, rebautizada como Serbia y Montenegro) y Eslovenia. En 2006, Montenegro se convirtió en una nación independiente y Serbia se convirtió en el sucesor legal de Serbia y Montenegro. En 2008, Kosovo declaró su independencia de Serbia y se convirtió en miembro de FIBA en 2015.
Aquí hay una lista de equipos nacionales masculinos sub-20 en el área de RFS de Yugoslavia:
- Bosnia y Herzegovina (1992-)
- Croacia (1992-)
- Macedonia del Norte (1993-)
- Serbia y Montenegro (1992-2006)
  -  Montenegro (2006-)
  -  Serbia (2006-)
    -  Kosovo (2015-)
- Eslovenia (1992-)